# Jackie Swanson
Jackie Swanson, född 25 juni 1963 i Grand Rapids, Michigan, USA, är en amerikansk skådespelare. Hon är känd i rollen som Woody Boyds flickvän Kelly Gaines i långköraren Skål.

## Filmografi i urval
- 1989–1993 – Skål
- 1987 – Dödligt vapen